# Inoue Yuki
Yuki Inoue (sinh ngày 31 tháng 10 năm 1977) là một cầu thủ bóng đá người Nhật Bản.

## Sự nghiệp câu lạc bộ
Yuki Inoue đã từng chơi cho Yokohama Flügels, JEF United Ichihara, Sagawa Express Tokyo, Montedio Yamagata, Ventforet Kofu và Tochigi SC.